# Спартак (филм из 1960)
Спартак (енгл. Spartacus) амерички је историјски драмски филм из 1960. редитеља Стенлија Кјубрика. Заснован је на истоименом роману Хауарда Фаста. Филм је инспирисан животном причом Спартака, вође побуне робова против Римске републике, која је у историји остала позната под именом Спартаков устанак. У насловној улози је Кирк Даглас док су у осталим улогама Лоренс Оливије као римски генерал и политичар Марко Лициније Крас, Питер Јустинов као трговац робљем Лентул Бацијат (за своју улогу је освојио Оскара за најбољег споредног глумца), Џон Гавин као Јулије Цезар, Џин Симонс као Варинија, Чарлс Лотон као Семпроније Грах и Тони Кертис као Антонин.
Даглас, чија је компанија Bryna Productions продуцирала филм, сменио је првобитног редитеља Ентонија Мена након прве недеље снимања. Кјубрик, с којим је Даглас раније сарађивао, преузео је његово место као режисер. Ово је био једини Кјубриков филм у коме он није имао потпуну стваралачку слободу. Сценариста Далтон Трамбо се у то време налазио на холивудској „црној листи”. Даглас је стао иза Трамба и јавно је обелоданио да је управо он сценариста Спартака, а новоизабрани председник Џон Кенеди је прешао пикетинг Aмеричке легије како би погледао филм што је помогло да се сценариста нађе ван црне листе. Књига Спартак Хауарда Фаста такође се нашла на црној листи и он је морао самостално објавити изворно издање.
Филм је освојио четири Оскара и постао је најуспешнији филм по заради студија Universal Studios док га није престигао филм Аеродром (1970). Конгресна библиотека је 2017. изабрала филм за чување у Националном регистру филмова Сједињених Држава као остварење од културног, историјског и естетског значаја.

## Радња
Историјски спектакл рађен по истоименом роману Хауарда Фаста, узбудљива прича о робу Спартаку.
У време Римске републике, 70 година пре рођена Исуса Христа, Спартак је купљен и обучаван да постане гладијатор. Као сину роба и робиње, ропство је за њега једина стварност коју од свог рођења познаје. Једва извукавши живу главу из борбе која је служила за забаву богатим Римљанима, Спартак одлучује да оствари свој сан о слободи и паду ропства.
Одлучује да поведе борбу за ослобођење, предводећи хиљаде робова у походу на Рим...

## Улоге
| Глумац         | Улога               |
| -------------- | ------------------- |
| Кирк Даглас    | Спартак             |
| Лоренс Оливије | Марко Лициније Крас |
| Џин Симонс     | Варинија            |
| Чарлс Лотон    | Семпроније Грах     |
| Питер Јустинов | Лентул Бацијат      |
| Тони Кертис    | Антонин             |
| Џон Гавин      | Јулије Цезар        |

## Награде и номинације

### Оскар награде
| Награда                 | Особа                                                      |
| ----------------------- | ---------------------------------------------------------- |
| Најбољи споредни глумац | Питер Јустинов                                             |
| Најбоља сценографија    | Александер Голицен Ерик Орбом Расел А. Гозман Џулија Херон |
| Најбоља фотографија     | Расел Мети                                                 |
| Најбољи дизајн костима  | Арлингтон Вајез Бил Томас                                  |
| Номинације:             |                                                            |
| Најбоља монтажа         | Роберт Лоренс                                              |
| Најбоља музика          | Алекс Норт                                                 |

## Историјска тачност
После Спартаковог коначног пораза, Римљани траже од заробљених робова да одају ко је Спартак у замену за помиловање. Међутим, сваки роб проглашава себе Спартаком („Ја сам Спартак“), поделивши његову судбину (разапињање на крст). Међутим, прави Спартак је погинуо у бици. Документарни филм „Трамбо“ сугерише да је требало да ове сцене покажу солидарности са онима који су били или су оптужени да су комунистички симпатизери током периода макартизма, који су одбили да поткажу своје колеге и тако се нашли на црној листи. Ова историјска нетачност је исправљена у римејку филма „Спартак“ из 2004. године.
Ова сцена је касније поменута, обрађена или су на њу прављене пародије у каснијим филмовима. У филму Житије Брајаново, сваки у сцени када Римљани траже од разапетих Јевреја да кажу ко је Брајан како би га ослободили, Јевреји вичу: „Ја сам Брајан“, „Не, ја сам Брајан“, „Ја сам Брајан и моја жена такође“. Исто тако, у филму Маска Зороа, осуђеници вичу „Ја сам Зоро“.